# Giuseppe Ferrandino
Giuseppe (Giosi) Ferrandino (ur. 21 marca 1963 w Ischii) – włoski polityk i samorządowiec, deputowany do Parlamentu Europejskiego VIII i IX kadencji.

## Życiorys
Z wykształcenia i zawodu inżynier. Był działaczem Forza Italia, przeszedł później do partii Margherita, z którą współtworzył Partię Demokratyczną. W latach 2002–2007 pełnił funkcję burmistrza miejscowości Casamicciola Terme, później do 2017 zajmował tożsame stanowisko w rodzinnej miejscowości. Od 2009 do 2014 był także radnym prowincji Neapol.
W 2015 został na pewien okres tymczasowo aresztowany w sprawie nadużyć urzędniczych i korupcji. W 2018 został uniewinniony od popełnienia zarzucanych mu czynów.
W wyborach w 2014 bez powodzenia kandydował do PE. Mandat eurodeputowanego VIII kadencji objął jednak w kwietniu 2018 w miejsce Gianniego Pittelli. Dołączył do frakcji Postępowego Sojuszu Socjalistów i Demokratów. W 2019 został wybrany na kolejną kadencję Europarlamentu.
W 2022 zrezygnował z członkostwa w PD, a w PE przeszedł z grupy socjalistycznej do frakcji liberalnej. W 2023 wstąpił do liberalnego ugrupowania Azione.